# Placca Rivera

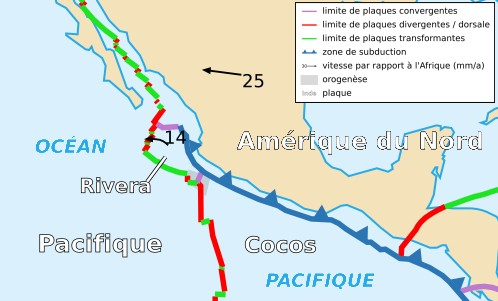
Collocazione della placca Rivera.

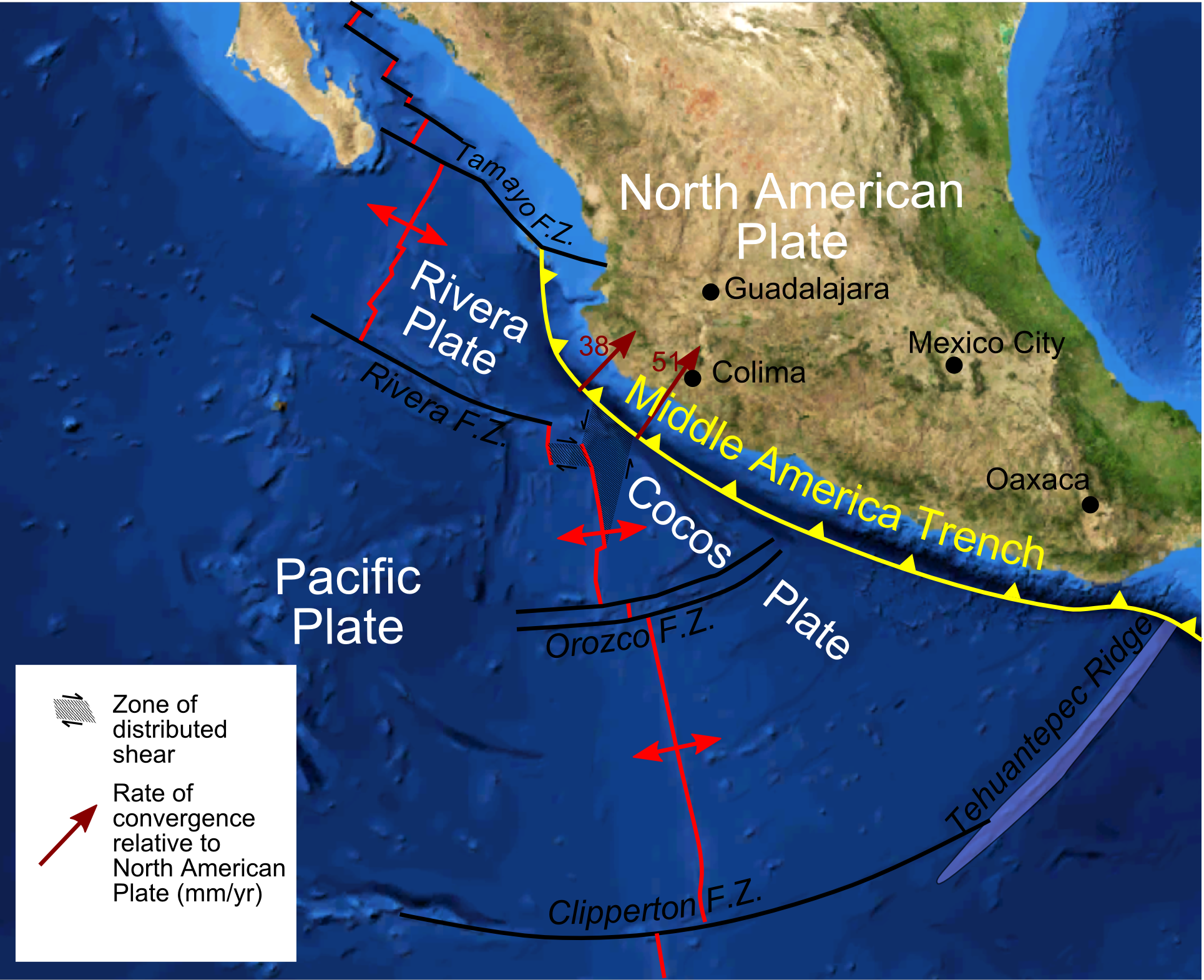
Margini di placca nell'Oceano Pacifico, al largo della costa occidentale del Messico. La faglia di Rivera è indicata come Rivera FZ.

La placca Rivera o di Rivera è una microplacca tettonica della litosfera terrestre. Ha una superficie di 0,00249 steradianti ed è associata alla placca delle Cocos.

## Caratteristiche
La placca di Rivera è situata nella parte orientale dell'Oceano Pacifico allo sbocco del Golfo di California ed è in contatto con la placca pacifica, la placca nordamericana e la placca delle Cocos, da cui si pensa si sia separata tra i 5 e i 10 milioni di anni fa. I suoi margini sono costituiti dalla fossa dell'America Centrale sulla costa pacifica del Messico, dalla dorsale del Pacifico orientale a nord-ovest e dalla faglia di Rivera a sud-ovest. 
La placca Rivera, assieme alla placca delle Cocos, alla placca di Nazca, alla placca Juan de Fuca, alla placca Explorer e alla placca di Gorda, costituisce quello che rimane della placca Farallon, che attualmente è pressoché interamente scomparsa a causa della subduzione sotto il continente americano durante il Giurassico. Proprio il processo di subduzione della placca di Rivera al di sotto della placca nordamericana presso la fossa dell'America centrale è stato alla base di alcuni dei più forti terremoti avvenuti in Messico nel ventesimo secolo, come quello di magnitudo momento 8,2 che il 3 giugno del 1932 sconvolse lo stato messicano di Jalisco. 
L'ultimo terremoto di moderata intensità causato dal sopracitato moto di subduzione è stato quello di magnitudo momento 7,8 che il 24 gennaio 2003 ha colpito lo stato messicano di Colima.
Costituita interamente di crosta oceanica, la placca si sposta con una velocità di rotazione di 4,6923° per milione di anni secondo un polo euleriano situato a 26°70' di latitudine nord e 105°20' di longitudine ovest e subduce verso nord-ovest con una velocità di 14 mm/anno.